# Chiesa di Sant'Ilario (Campo nell'Elba)
La chiesa di Sant'Ilario è un edificio sacro che si trova nella località omonima a Campo nell'Elba.

## Storia e descrizione
La chiesa, di origine romanica, è inserita nelle mura delle fortificazioni pisane, con un singolare campanile a base pentagonale. In origine a navata unica, l'edificio venne ampliato alla fine del XVII secolo con le due navate laterali. 
Alla facciata in stile barocco corrisponde l'interno, che alla metà del Settecento vide la costruzione dell'altare della Madonna dei sette dolori e nel 1874 quella della cappella del Cuore di Maria, ornata con la statua lignea, opera di Antonio Rossi.
Anche in questa chiesa ritroviamo nei dipinti la tipica iconografia delle anime del Purgatorio e quella dei santi che contemplano un quadretto della Vergine col Bambino. I recenti affreschi sono dell'elbano Eugenio Allori.